# Дзежонзна (Поддембицький повіт)
Дзежонзна (пол. Dzierzązna) — село в Польщі, у гміні Поддембиці Поддембицького повіту Лодзинського воєводства.
Населення — 78 осіб (2011).
У 1975-1998 роках село належало до Серадзького воєводства.

## Демографія
Демографічна структура станом на 31 березня 2011 року:
|          | Загалом | Допрацездатний вік | Працездатний вік | Постпрацездатний вік |
| -------- | ------- | ------------------ | ---------------- | -------------------- |
| Чоловіки | 43      | 9                  | 30               | 4                    |
| Жінки    | 35      | 5                  | 19               | 11                   |
| Разом    | 78      | 14                 | 49               | 15                   |